# Kraljevina Lotaringija
Kraljevina Lotaringija je bila franačka kraljevina koja se prostirala ozemljem današnje Francuske, Italije, Njemačke, Nizozemske, Luksemburga, Švicarske i Belgije. Postojala je u 9. stoljeću. 
Nastala je diobom Franačke 10. kolovoza 843. ugovorom koji se sklopilo u Verdunu. Korijeni te podjele su sukobi među karolinškim nasljednicima koji su izbili za vladanja Ludviga Pobožnog (778. – 840.), a rezultirali trogodišnjim građanskim ratom 840. – 843. godine. Carstvo je podijeljeno na Zapadnu i Istočnu Franačku te Italiju s Lotaringijom. Lotar je dobio i Niske Zemlje, Porajnje, Srednju Franačku, carski naslov te aachensku palaču (vidi Lotharii Regnum). Do konačnog raspada dovela je smrt cara Karla III. Debelog 888. godine.
U građanskom se ratu Karlo Ćelavi udružio s polubratom Ludvigom Njemačkim osporavajući nasljedstvo svom bratu Lotaru, nominalnom karolinškom caru Franaka i caru Rimljana (ovo je bio Karlov naslov koji su poslije često uzimali carevi Svetog Rimskog Carstva od Otona nadalje).
Poslije Lotara I., područjem je vladao njegov sin Lotar II. od 855. do 869. godine. Ostali Lotarovi sinovi su dobili Italiju (Ludvig II.) i Provansu (Karlo Provansalski). Uzima se da je Prümskim ugovorom 855. nastalo ovo kraljevstvo.
Nakon što je umro Lotar II., Meerssenskim ugovorom 870. je podijeljeno središnje kraljevstvo Srednje Franačke odnosno središnja Frankonija je podijeljena između dviju strana, dok je podjela Frizije bila samo formalna, jer njome nisu vladali Franci, nego Vikinzi. Lotaringiju su podijelili Karlo Ćelavi i Ludvig Njemački. 
Završne preraspodjele dogodile su se Ribemontskim ugovorom 880. godine.
Lotaringija je obuhvaćala ove današnje krajeve i države:
Nizozemsku, dio Belgije istočno od Šelde, Luksemburg, Sjevernu Rajnu-Vestfaliju, Porajnje-Falačka, Saarsku, Lorenu, Elzas te dio Francuske sjeverno od Šelde.
Od ovog je kraljevstva ostalo samo ime pokrajine Lotargije (francuski Lorena). Njemački kralj Henrik I. Ptičar je poslije uspio dio podijeljenog kraja opet staviti pod njemačku krunu.
Njegov sin i nasljednik Oton I. Veliki je predao Lotaringiju svom bratu, kölnskom nadbiskupu Brunu Velikom. Bruno je potom 959. podijelio Lotaringiju na Vojvodstvo Donju Lotaringiju i Vojvodstvo Gornju Lotaringiju. Gornja je Lotargija postojala sve do 1776. godine. Francuska i Njemačka su se oko nje sporili tisuću godina. Donja se Lotargija raspala na Vojvodstvo Brabant, grofoviju Leuven i Bruxelles, Vojvodstvo Limburg, grofoviju Gelder, markgrofoviju Antwerpen i ine.

## Vanjske poveznice
- Alsace-Lorraine.info  Arhivirana inačica izvorne stranice od 12. ožujka 2007. (Wayback Machine)
- Lotharingia